# Lepanto

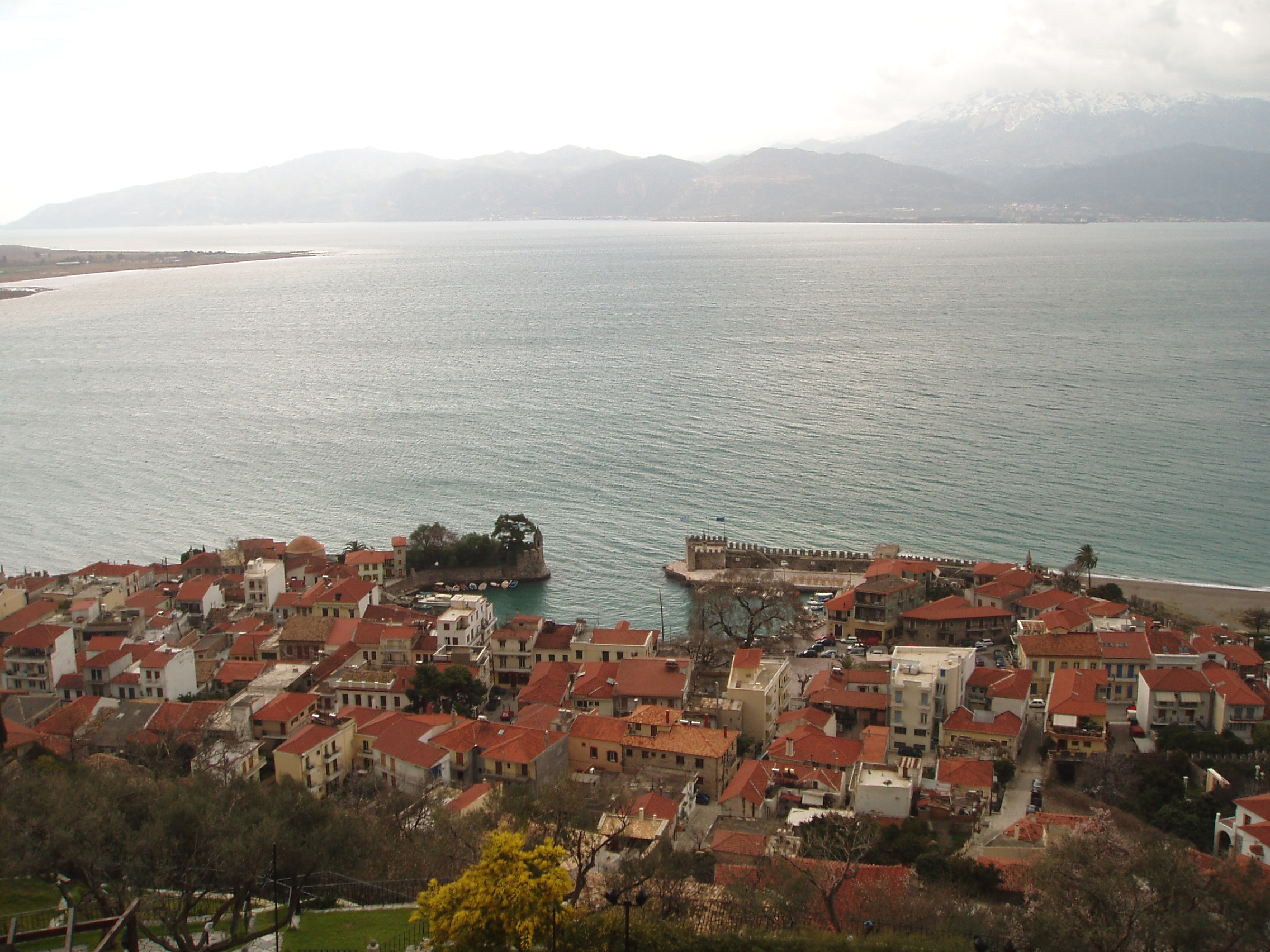
Porto de Lepanto

Lepanto (em grego:  Ναύπακτος) é um município da Grécia na prefeitura de Etólia e Acarnânia. Tem 18.231 habitantes segundo o censo de 2001, que vivem numa área de 159,9 km².

## Ligações externas

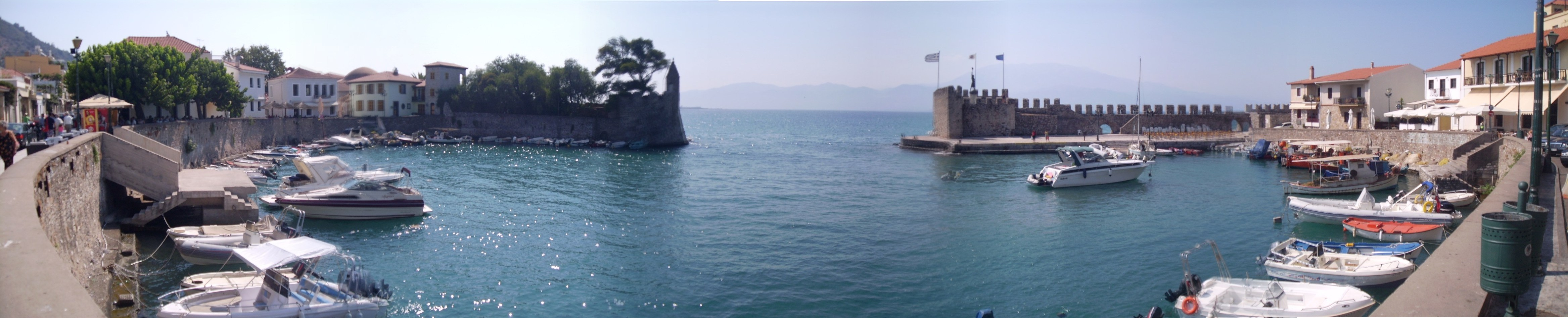
Nafpáktos